# Helmut Haller
Helmut Haller (21. juli 1939 i Augsburg, Tyskland – 11. oktober 2012 i Augsburg, Tyskland) var en tysk fodboldspiller (angriber).
Han spillede 33 kampe for Vesttysklands landshold, hvori han scorede 13 mål. Han deltog ved tre VM-slutrunder, (1962, 1966 og 1970), hvoraf 1966-slutrunden viste sig som den mest succesfulde. Her nåede vesttyskerne finalen mod værterne England, hvor Haller scorede det første mål i kampen, der dog blev tabt 2-4.
Haller spillede på klubplan i flere omgange for FC Augsburg i sin fødeby. På højden af sin karriere var han dog udlandsprofessionel i den italienske Serie A, hvor han repræsenterede både Bologna og Juventus. Han vandt det italienske mesterskab med begge klubberne.

## Titler
Serie A
- 1964 med Bologna
- 1972 og 1973 med Juventus